# スウェーデン国鉄Rb形電気機関車
スウェーデン国鉄Rb形電気機関車（スウェーデンこくてつRbがたでんききかんしゃ）はスウェーデン国鉄（SJ、現：SJ AB）が使用していた電気機関車である。

## 概要
老朽化の進むD形電気機関車の置き換えを念頭にRa形電気機関車を基に開発された車両であるが、Rb形自体は試作車両に留まった。これはそれまで蒸気機関車のようなコネクティングロッド駆動方式にこだわっていた国鉄が、1955年にRa形によって吊り掛け駆動方式に移行して間もないことや、この車両をRa形と異なり貨客両方に対応する凡庸形として計画したこと、それとこの車両を海外に輸出することを考えていたためである。これらの理由により1962年にアセア（現：ABB）にて各部が異なる3種類6両が製造された。

## 系列別概要
車体は全車両が箱形車体で車軸配置やモーター出力なども全車両共通である。また、保存車両は存在しない。

### Rb1形
1001号機と1002号機が該当する。変圧器と整流器を用いて架線に流れる交流電流を、モーター用に調整し直流モーターを駆動させるグループである。1001号機の方は1965年にサイリスタ制御に改造された上でサイリスタ（Thyristor）の頭文字をとってRb1T形に変更された。サイリスタの優位性は認められてRc形にも採用されている。

### Rb2形
1003号機と1004号機の2両が該当する。1930年から40年代に製造されたMg形電気機関車やF形電気機関車で用いられていたのと同じ交流電動機を用いている。1975年から76年にかけてどちらも廃車された。

### Rb3形
1005号機と1006号機の2両が該当する。1975年から76年にかけて廃車された。

## 輸出仕様
ユーゴスラビア鉄道（JŽ）の441形電気機関車やルーマニア国鉄（CFR）向けに輸出仕様がある。

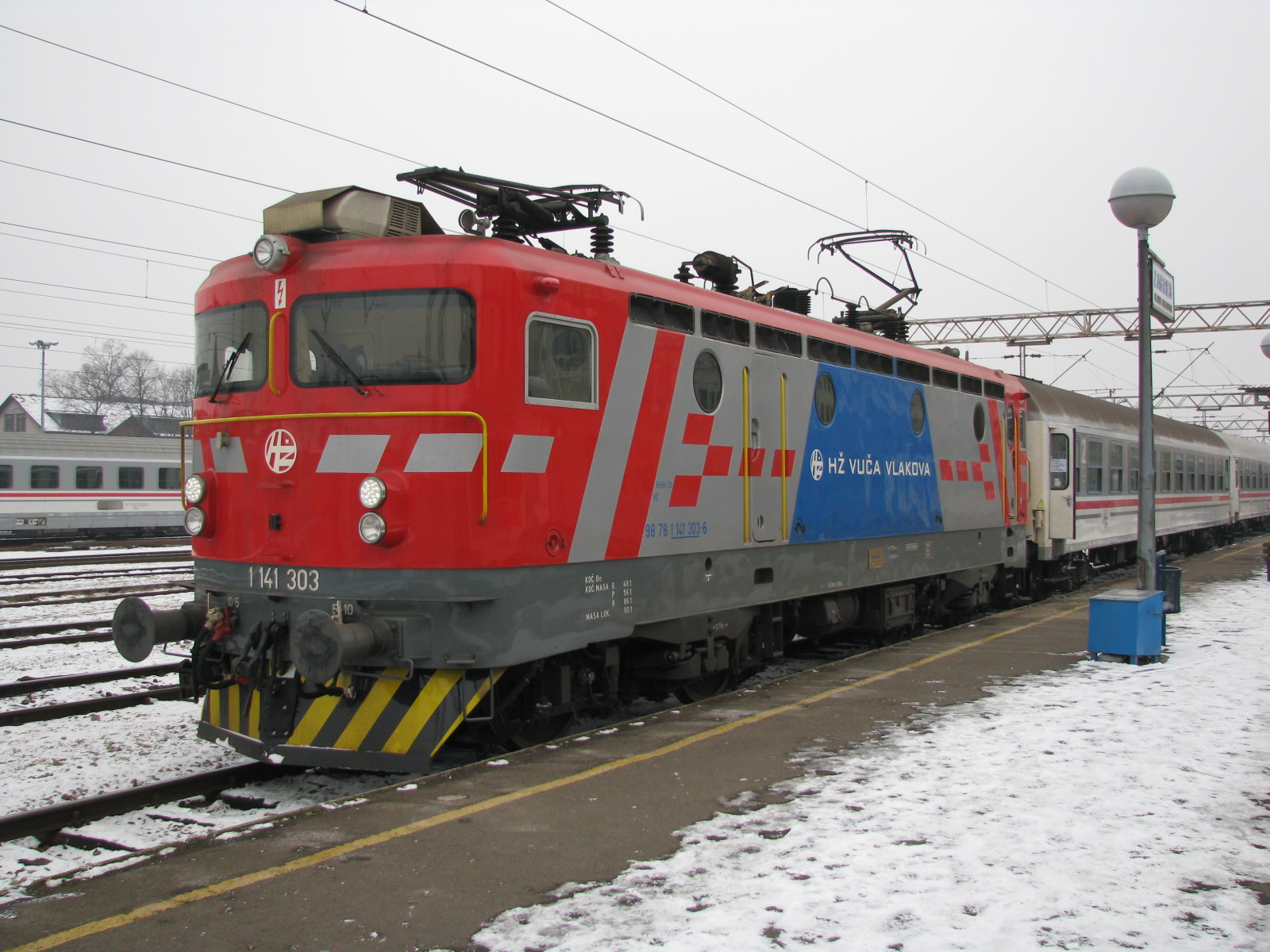
JŽ41形電気機関車
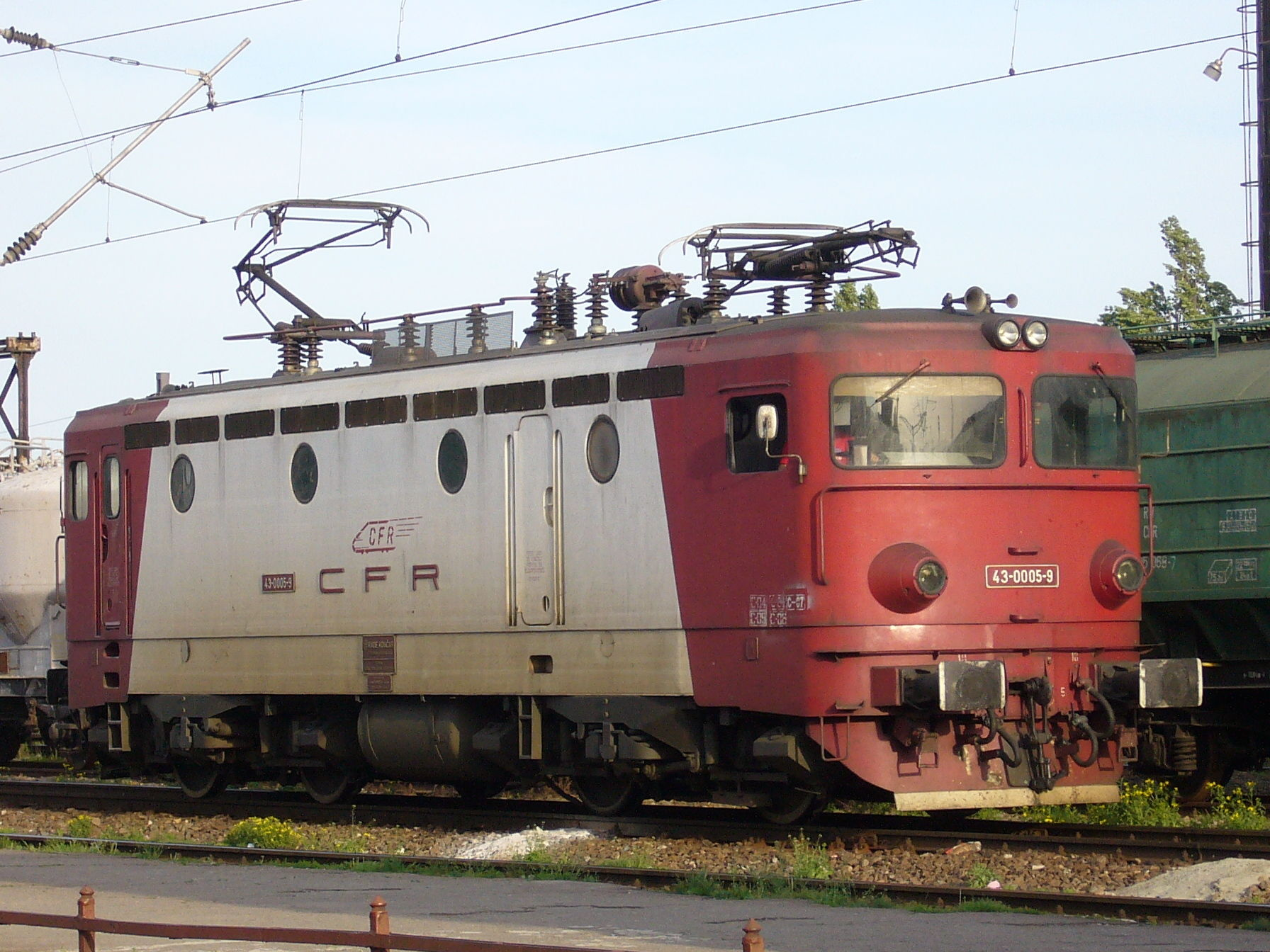
CFR43形電気機関車